# Marco Porcio Leca
Marco Porcio Leca  fue un político romano del siglo I a. C., miembro de los Porcios Lecas, una familia de la gens Porcia. Era senador cuando participó en la conspiración de Catilina.